# Maciej Wojtyszko
Maciej Wojtyszko (* 16. dubna 1946, Varšava) je polský divadelní a filmový režisér, dramatik, spisovatel a autor komiksů a animovaných filmů.

## Život
Narodil se 16. dubna 1946 ve Varšavě. V roce 1972 absolvoval katedru režie Státní vyšší filmové školy Leona Schillera v Lodži.

## Tvorba
V současné době je jedním z nejpopulárnějších polských režisérů, který má na svém kontě desítky divadelních inscenací, např. her Thomase Bernharda, Sławomira Mrożka a Witolda Gombrowicze. Nevyhýbal se ani inscenacím pohádek pro děti.
Jeho tvůrčí dráha začala v sedmdesátých letech, kdy působil jako asistent režie u celé řady filmů. Své první samostatné filmové režie se dočkal až v roce 1980, kdy natočil film „Tajemství Marabutovy šifry“ podle vlastního scénáře. Na další film si musel počkat celé čtyři roky, kde realizoval dílo „Syntéza“. Následovaly filmy „Ohnivý anděl“ (1986), a pak legendární „Mistr a Markétka“, tedy jeho nejznámější dílo, televizní seriál z roku 1988 s Gustavem Holoubkem v hlavní roli, který s úspěchem několikrát uvedla i Česká televize. V poslední době se realizoval jako režisér nejrůznějších televizních seriálů, jako např. „Medová léta“, „Městečko“, „Miluji Kláru“, „Penzionát pod růží“ nebo „A přece se točí“. V některých seriálech, které od přelomu století vznikají v komerčních i státních televizích (obdobně jako v České republice) režíroval jen některé díly. Jeho posledním samostatným filmem je „Luisina zahrádka“, která také dostala cenu na Polském filmovém festivalu v roce 2007.
Wojtyszko je rovněž autorem knížek pro mládež, jako byla např. „Syntéza“, „Tajemství Marabutovy šifry“ nebo „Sága rodu Klaptonů“.
Maciej Wojtyszko je také autorem více než desítky divadelních her. Mezi ty nejznámější patří „Bambuko“, poprvé realizovaná v Divadle Alexandra Fredra“ v Hnězdně v roce 1988, „Semiramis“ (premiéra ve varšavském divadle „Wspolczesnym“ v roce 1996), „Oprašovačka“ (premiéra v Divadle Alexandra Wengierky v Bialystoku v roce 1994), „Železná konstrukce“ (opět premiéra ve Varšavě, a to v roce 1998) a „Bulgakov“ (poprvé realizovaná v „Divadle Juliusza Slowackiego v“ Krakově v roce 2002). Stejné divadlo poté uvedlo také jeho „Zemi sedmilhářů“.
Vzhledem k tomu, že Maciej Wojtyszko jako dramatik debutoval poměrně pozdě, jeho divadelní hry zatím nezaznamenali čeští překladatelé. První překlad jeho hry vznikl až v roce 2008. Jeho hru „Země sedmilhářů“ nabízí v elektronické formě DILIA, divadelní a literární agentura, a v tištěné formě také pražský Divadelní ústav. V průběhu dvou posledních let byly do Českého jazyka přeloženy ještě hry "Oprašovačka", "Bulgakov", "Královna k sežrání", "Semiramis" a "Hříchy stáří". Další překlady v současnosti vznikají. Autor navštívil 19. dubna 2009 Prahu, kde v rámci dnů Evropského filmu představil v české premiéře svůj nejnovější film "Luisina zahrada" natočený v roce 2007 a o den později byl přítomen prvnímu scénickému uvedení své divadelní hry v České republice. Jeho hra "Oprašovačka" byla uvedena jako tzv. scénické čtení v Eliadově knihovně Divadla Na zábradlí v Praze. V roce 2010 inscenovalo dvě jeho divadelní hry, Oprašovačku a Královnu k sežrání ostravské Divadlo Silesia.